# Ferrocarril Central d'Oklahoma
El Ferrocarril Central d'Oklahoma (OCR), va ser un ferrocarril que operava a l'estat d'Oklahoma, als Estats Units, entre 1907 i 1917. Va ser creat per Dorset Carter, nadiu de Purcell, Oklahoma, juntament amb d'altres empresaris interessats. L'empresa va començar el 20 de setembre de 1904 com a Canadian Valley and Western Railway Company. El 27 de setembre de 1905 va canviar el nom a Oklahoma Central Railway. La construcció va començar a Lehigh, Oklahoma, l'any 1906 i va ser completada a Chickasha, Oklahoma, l'any 1908. La ruta va ser creada, principalment, per al transport de carbó des de les mines de Lehigh fins a Purcell, on s'utilitzava per a fer funcionar les locomotores a vapor del Ferrocarril de Santa Fe.
Les vies del ferrocarril tenien una longitud de 204 quilòmetres (127 milles), i la ruta incloïa les estacions de Lehigh, Ada, Vanoss, Stratford, Byars, Rosedale, Purcell, Washington, Cole, Blanchard, Middleberg, Tabler i Chickasha.